# Ierland op het Eurovisiesongfestival 2025
Ierland nam deel aan het Eurovisiesongfestival 2025 in Bazel, Zwitserland. Het was de 58ste deelname van het land op het Eurovisiesongfestival. RTE was verantwoordelijk voor de Ierse bijdrage voor de editie van 2025. De Noorse zangeres Emmy trad voor Ierland aan op het liedjesfestijn met het nummer Laika party.

## Selectieprocedure
Net als afgelopen jaren werd de voorronde voor de Ierse inzending in een speciale uitzending van de talkshow The Late Late Show afgewerkt. Zes kandidaten namen deel. Een internationale en een Ierse vakjury bepaalden twee derde van de uitslag. De Ierse kijkers hadden het overige derde van de stemmen te bepalen. Ondanks dat meer dan de helft van de gokkantoren op Bobbi Arlo had ingezet, werd zij slechts derde, en werd de Noorse zangeres Emmy eerste met het nummer Laika Party. 

## Eurosong 2025
|   | Artiest        | Lied               | Ierse jury | Internationale jury | Publiek | Totaal | Plaats |
| - | -------------- | ------------------ | ---------- | ------------------- | ------- | ------ | ------ |
| 1 | Adgy           | Run Into the Night | 2          | 2                   | 6       | 10     | 6      |
| 2 | Bobbi Arlo     | Powerplay          | 6          | 6                   | 8       | 20     | 3      |
| 3 | Reylta         | Fire               | 8          | 8                   | 2       | 18     | 4      |
| 4 | Samantha Mumba | My Way             | 12         | 10                  | 4       | 26     | 2      |
| 5 | Niyl           | Growth             | 4          | 4                   | 10      | 18     | 4      |
| 6 | Emmy           | Laika party        | 10         | 12                  | 12      | 34     | 1      |

## In Bazel
Emmy trad als derde van zestien deelnemende acts aan in de halve finale op 15 mei 2025. Ze kreeg onvoldoende stemmen om door te gaan naar de finale.

#### Punten gegeven door Ierland
| Score     | 2e halve    |                     | Finale     | Finale |
| Score     | Televoting  | Vakjury             | Televoting |        |
| 12 punten | Israël      | Oostenrijk          | Polen      |        |
| 10 punten | Litouwen    | Nederland           | Israël     |        |
| 8 punten  | Letland     | Frankrijk           | Litouwen   |        |
| 7 punten  | Finland     | Israël              | Oekraïne   |        |
| 6 punten  | Oostenrijk  | Malta               | Estland    |        |
| 5 punten  | Denemarken  | Zweden              | Finland    |        |
| 4 punten  | Malta       | Finland             | Oostenrijk |        |
| 3 punten  | Australië   | Griekenland         | Letland    |        |
| 2 punten  | Luxemburg   | Verenigd Koninkrijk | Zweden     |        |
| 1 punt    | Griekenland | Armenië             | Spanje     |        |

1965 · 1966 · 1967 · 1968 · 1969 · 1970 · 1971 · 1972 · 1973 · 1974 · 1975 · 1976 · 1977 · 1978 · 1979 · 1980 · 1981 · 1982 · 1983 · 1984 · 1985 · 1986 · 1987 · 1988 · 1989 · 1990 · 1991 · 1992 · 1993 · 1994 · 1995 · 1996 · 1997 · 1998 · 1999 · 2000 · 2001 · 2002 · 2003 · 2004 · 2005 · 2006 · 2007 · 2008 · 2009 · 2010 · 2011 · 2012 · 2013 · 2014 · 2015 · 2016 · 2017 · 2018 · 2019 · 2020 · 2021 · 2022 · 2023 · 2024 · 2025
Albanië · Armenië · Australië · Azerbeidzjan · België · Cyprus · Denemarken · Duitsland · Estland · Finland · Frankrijk · Georgië · Griekenland · Ierland · IJsland · Israël · Italië · Kroatië · Letland · Litouwen · Luxemburg · Malta · Montenegro · Nederland · Noorwegen · Oekraïne · Oostenrijk · Polen · Portugal · San Marino · Servië · Slovenië · Spanje · Tsjechië · Verenigd Koninkrijk · Zweden · Zwitserland